# Форд, Эдсель
Эдсел Брайант Форд (англ. Edsel Bryant Ford; 6 ноября 1893 — 26 мая 1943) — сын Генри Форда, президент Ford Motor Company с 1919 по 1943 год.

## Биография
Эдсел был единственным ребёнком Генри Форда и Клары Джейн Брайант, он с детства помогал отцу в конструировании автомобилей. В 1915 году он становится секретарём Генри Форда, а в следующем, 1916 году, женится на Элеанор Лоутиан Клэй (1896—1976), племяннице Дж. Л. Хадсона.  У них родилось четверо детей: Генри Форд II (1917—1987), Бенсон Форд (1919—1978), Жозефина Клэй Форд (1923—2005) и Уильям Клэй Форд (1925—2014). Они имели дом на 2171 Iroquois St, в районе Indian Village, Детройт.
Форд посещал школу Хотчкисс, в Лейквилле, штат Коннектикут. Его семья оказывала всяческую поддержку, поэтому в будущем школьная библиотека была названа в его честь.
Форд-младший проявлял гораздо больший интерес к роскошным автомобилям, нежели его отец. В 1922 году он настоял на покупке Lincoln Motor Company. Эдсел приобрёл первый спортивный автомобиль MG, импортированный в США. В 1932 году Эдсел вместе с главным дизайнером Ford, Е. Т. (Бобом) Грегори (англ. E.T. (Bob) Gregorie), создаёт автомобиль обтекаемой формы с кузовом из алюминия, имевший ряд уникальных особенностей, в частности, двигатель V8, что делает его первым в мире хот-родом. Два года спустя он разрабатывает автомобиль с алюминиевым кузовом спидстер, послуживший в дальнейшем основой для Lincoln Continental. Эти две машины Эдсел хранил до конца своей жизни. В 2009 году спидстер 1934 года был продан за $1,79 млн. долларов.
Став в 1919 году президентом Ford, Эдсел стал вступать за введение нового, современного автомобиля, который должен был заменить модель T, но его решения неизменно отвергались отцом. Однако падение продаж и сокращение доли на рынке привели к появлению модели A.
Во время разработки модели A, Генри Форд поручил сыну совместно с дизайнером Йожефом Гэламбом (англ. József Galamb) разработать для неё дизайн кузова. Эдсел уговорил отца оснастить машину механическими тормозами на все колёса и зубчатой скользящей передачей. В результате модель A имела большой коммерческий успех, будучи проданной в количестве 4 млн. экземпляров за четыре года своего производства.
Эдсел часто не соглашался со своим отцом по поводу многих решений, поэтому, несмотря на близость их отношений, у них нередко вспыхивали ссоры. Тем не менее, он сумел утвердить несколько решений, ставших удачными в долгосрочной перспективе. Им была создана дочерняя компания Mercury, также модели Lincoln Zephyr и Lincoln Continental создавались при его непосредственном активном участии. Он значительно укрепил экспорт Ford за рубеж и работал над модернизацией автомобилей (например, внедрение гидравлических тормозов).

## Смерть
Эдсел Форд скончался 26 мая 1943 года от рака желудка в Гросс-Пойнт-Шорс, штат Мичиган в возрасте 49 лет. Похоронен на кладбище «Woodlawn» в Детройте. После его смерти Генри Форд вновь становится президентом компании. Все средства Эдсела безвозмездно переданы в Фонд Форда, основанного им вместе с отцом семью годами ранее.
Каждый из детей Эдсела принимал участие в развитии семейного бизнеса. В частности, Генри Форд II сменил своего дедушку на посту президента 21 сентября 1945 года. Ему приписывается возрождение компании после Второй мировой войны.

## Память
Эдсел Форд являлся одним из крупнейших благотворителей и коллекционеров Детройта. После его смерти коллекции произведений искусства переданы в детройтские музеи.
Он также финансировал арктическую экспедицию 1926 года. В его честь названы горы Эдсел-Форд (англ. Edsel Ford Ranges) в западной Антарктиде.
В его честь были также названы две из трёх школ г. Дирборна. Магистраль I-94 также названа в честь Эдсела.
В сентябре 1957 года Ford Motor Company представила новую торговую марку — Edsel. Она не была коммерчески успешной и в 1960 году была упразднена.